# Sjevernobački upravni okrug
Sjevernobački upravni okrug (srpski: Севернобачки управни округ, Severnobački upravni okrug; mađarski: Észak Bácskai Körzet; slovački: Severobáčsky okres; rusinski: Сивернобачки окрух; rumunjski: Districtul Bacica de Nord) je okrug na sjeveru Republike Srbije. Nalazi se u zemljopisnoj regiji Bačkoj u AP Vojvodini.

## Općine
Sjevernobački upravni okrug sastoji se od tri općine unutar kojih se nalazi 45 naselja.
Općine su:
- Subotica
- Bačka Topola
- Mali Iđoš

## Gospodarstvo
Činjenica da je skoro 90% površine poljoprivredno zemljište umnogome određuje i gospodarsku strukturu okruga. Ovdje je razvijena mesna, poljoprivredna i prerađivačka industrija. Nosioci gospodarskog razvoja okruga su poduzeća elektrometalskog kompleksa, a značajni su i kapaciteti u kemijskoj industriji, kao i u industriji namještaja.
Gospodarstvo Sjevernobačkog upravnog okruga u velikoj mjeri određuje i blizina državne granice s Mađarskom i činjenica da su na njegovom teritoriju granični prijelazi Kelebija i Horgoš. S dovršetkom autoceste Feketić - državna granica, područje okruga postaje atraktivnim za domaća i strana ulaganja.

## Stanovništvo
Stanovništvo okruga je velikim dijelom etnički miješano. Prema podacima iz 2002. godine, stanovništvo čine:
- Mađari = 87,181 (43.56%)
- Srbi = 49,637 (24.8%)
- Hrvati = 17,227 (8.6%)
- Bunjevci = 16,454 (8.22%)
- Jugoslaveni = 9,488 (4.74%)
- Crnogorci = 5,219 (2.6%)
- Ostali.

Jezici koje su stanovnici naveli kao materinske su:
- mađarski = 88,464 (44.20%)
- srpski = 88,323 (44.13%)
- hrvatski = 9,106 (4.55%)
- ostali.

Prema popisu stanovništva iz 1991. godine, na teritoriju okruga je živjelo 205.401 stanovnika, i to po nacionalnoj strukturi:
| Narod       | Stanovnika | Postotak |
| ----------- | ---------- | -------- |
| Srbi        | 32.892     | 16,1%    |
| Jugoslaveni | 25.563     | 12,5%    |
| Bunjevci    | 17.527     | 8,6%     |
| Hrvati      | 16.965     | 8,2%     |
| Crnogorci   | 5.688      | 2,7      |
| Mađari      | 98.914     | 48,1%    |
| Ostali      | 7.852      | 3,8%     |

## Religija
Prema podacima iz 2002. godine, stanovništvo čine pripadnici sljedećih vjerskih skupina:
- rimokatolici = 117,456 (58.69%)
- pravoslavci = 55,028 (27.50%)
- protestanti = 9,844 (4.92%)
- ostali.

Subotica je višenacionalan i višereligijski centar: uz pravoslavnu i katoličku, kao najveće, u gradu ima blizu trideset malih vjerskih zajednica. Glavni crkveni objekti su:
- Pravoslavna crkva u Aleksandrovu, iz 17. stoljeća.
- Pravoslavna crkva iz 18. stoljeća.
- Katedrala sv. Terezije Avilske iz 1797. godine
- Franjevački samostan iz 1723. godine
- Sinagoga

## Vanjske poveznice
- Službena stranica okruga  Arhivirana inačica izvorne stranice od 31. ožujka 2008. (Wayback Machine)